# Relief eines Läufers (NAMA 1959)

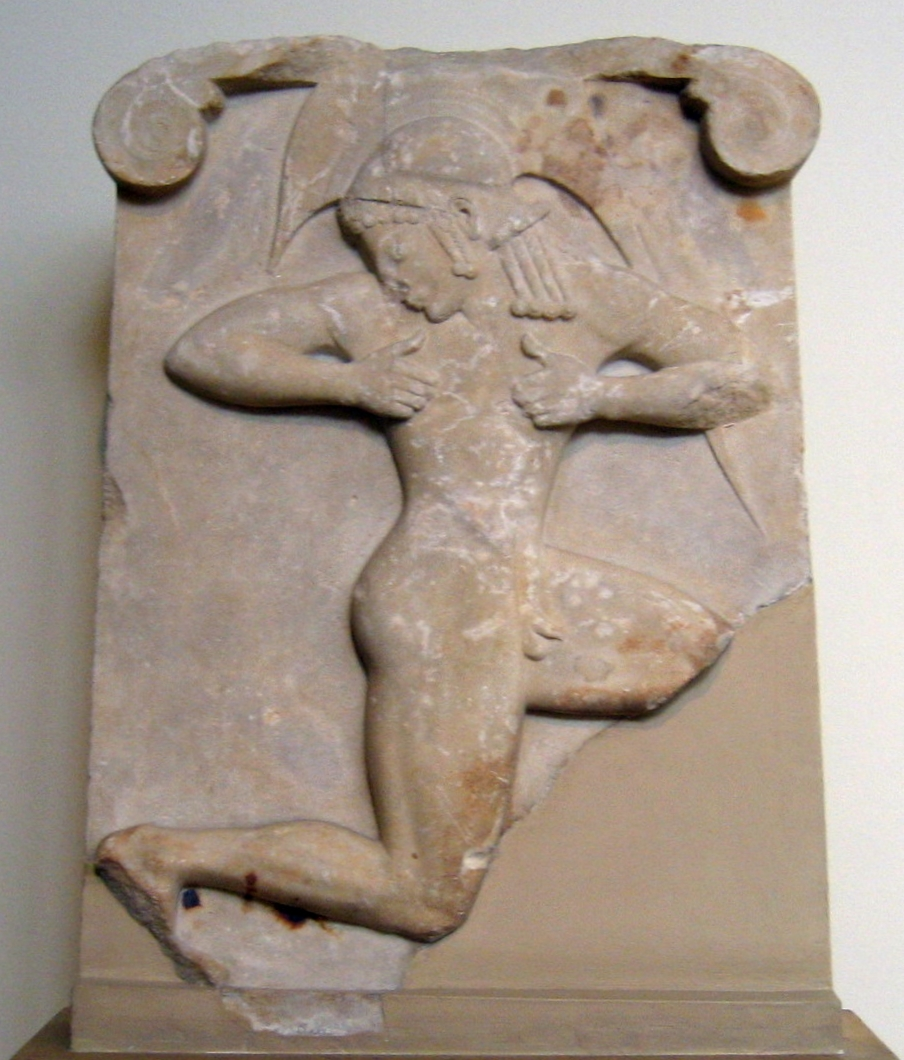
Das Relief eines Läufers in der Aufstellung im Archäologischen Nationalmuseum von Athen

Das Relief eines Läufers im Archäologischen Nationalmuseum von Athen (griechisch abgekürzt NAMA) mit der Inventarnummer 1959 wird in die Zeit um 500 v. Chr. datiert.
Das Relief in der Form eines Trapezes ist stark bestoßen, das Oberteil wie auch die untere rechte Ecke fehlen. Von der antiken Bekrönung sind noch die beiden Voluten in den oberen Ecken vorhanden. Gezeigt wird ein junger, nackter Mann, dessen einzige Bekleidung ein Attischer Helm ist. Er wird in einer Bewegung von links nach rechts gezeigt, der ganze Unterkörper ist gänzlich nach rechts ausgerichtet, der Oberkörper wird in einer eigenständigen Bewegung gezeigt, die ihn von einer Ausrichtung fast ganz nach rechts im unteren Bereich bis zu einer Frontalansicht im Brust- und Schulterbereich bringt. Der Kopf ist nach links gewandt und leicht nach unten geneigt. Seine Arme sind stark angewinkelt und weit nach oben erhoben, die Hände hält er vor seine Brust. Seine Haare sind sorgfältig in mehreren geflochtenen Strähnen gezeigt, die am Ende von an Muscheln erinnernden Halterungen zusammengehalten werden. Auch die an der Stirn unter dem Helm hervor scheuenden Haare erinnern in ihrer Gestaltung an Muscheln. Mit nur leichten Andeutungen konnte der Künstler einen muskulösen Körper schaffen.
Das Stück ist für die Beurteilung der Entwicklung der attischen Kunst von zentraler Bedeutung. Es ist auffällig, in welcher Weise hier die Form des Steins und das Motiv zusammen passen, sich also gegenseitig beeinflusst haben müssen. Auch die Drehungen des Körpers sind Entwicklungen der Zeit, in der das Relief entstanden ist. Es steht am Übergang zwischen der starren archaischen und der bewegten klassischen Kunst. Möglicherweise wird ein Waffenlauf gezeigt. Der Läufer bewegt sich vorwärts, sieht aber gleichzeitig zu seinen Verfolgern zurück. In der Realität wurden solche Läufe natürlich nicht nackt ausgetragen, doch war diese Darstellung des nackten männlichen Körpers eher symbolisch gemeint (Ideale Nacktheit). Mit dem Helm wird angedeutet, dass man sich den Läufer eigentlich in voller Rüstung vorstellen muss. Es ist nicht ganz klar, zu welchem Zweck das Relief aus Parischem Marmor geschaffen wurde. Möglicherweise war das mit 1,02 Metern Höhe und 73 Zentimetern Breite unterlebensgroße Bildnis ein Grabmonument. Wahrscheinlicher ist jedoch, dass es sich hierbei um eine Seite einer Basis handelte, die für ein eigentliches Grabmonument geschaffen wurde. Das Relief wurde 1901 in der Nähe des Theseions in Athen gefunden.